# Dorog
Dorog là một thành phố thuộc hạt Komárom-Esztergom, Hungary. Thành phố này có diện tích 11,55 km², dân số năm 2010 là 12156 người, mật độ 1052 người/km².